# Eugeen van Oye
Eugenius Josephus Marie (Eugeen) van Oye (Torhout, 3 juni 1840 – Gistel, 4 juni 1926) was arts en een Vlaams dichter en toneelschrijver. 

## Levensloop
Van Oye was de zoon van de arts René van Oye (Tielt, 1813 - Torhout, 1894), die op medisch vlak heel wat publiceerde. Na het eerste deel van de humaniora in het Klein Seminarie van Roeselare (1854-1858), vervolledigde Van Oye zijn middelbare studies in Torhout (1858-1860). Hierdoor wilde de vader zijn zoon onttrekken aan de invloed van Guido Gezelle, die hem aanmoedigde om priester te worden. Gezelle schreef voor hem tijdens zijn schooltijd aan het Klein Seminarie in Roeselare het befaamde Dien Avond en die Rooze.
Van Oye studeerde op gezapige wijze geneeskunde aan de Katholieke Universiteit Leuven tussen 1860 en 1866. Hij werd lid van de Leuvense studentenvereniging Met Tijd en Vlijt, een genootschap van flaminganten. Aansluitend zette hij zijn studie voort aan de universiteit van Gent tot 1870. Daar kwam hij in contact met Julius Sabbe en Max Rooses en nam hij deel aan activiteiten van de liberale studentenverenigingen T.S.G. 't Zal Wel Gaan en De Taal is gansch het volk.
Tijdens de Frans-Duitse Oorlog deed van Oye als arts vrijwillig dienst bij het Rode Kruis in het Franse leger. Hij vestigde zich in 1871 als arts in Oostende en trouwde met de Duitse Maria Rumschöttel. Ze hadden een zoon, Paul van Oye (1886-1969), die de familietraditie volgde en arts werd, maar zich als hoogleraar in Gent specialiseerde in de dierkunde.

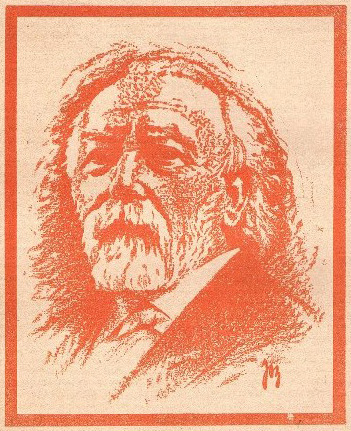
Eugeen van Oye (tekening door Jos De Swerts, 1923)

De artsenpraktijk boeide van Oye minder dan de poëzie en de muziek. Hij onderhield goede contacten met Peter Benoît en werd een fervente liefhebber van de muziek van Richard Wagner. Germaanse en Scandinavische invloeden werden bij hem merkbaar.
Tijdens de Eerste Wereldoorlog werd hij op aandringen van dominee Jan Derk Domela Nieuwenhuis Nyegaard, die predikant was in Gent en ook tijdelijk in Oostende, voorzitter van het activistische Jong-Vlaanderen. Deze vereniging ijverde voor een onafhankelijk Vlaanderen, dat nauwe economische en culturele banden zou onderhouden met Duitsland en de Germaanse wereld. Hij nam in 1917 ontslag, maar liet zich in 1918 nog tot erevoorzitter benoemen. Na de wapenstilstand werd hij, op 78-jarige leeftijd, gearresteerd op beschuldiging van collaboratie met de vijand. Na een vurig pleidooi door Hugo Verriest voor het assisenhof van Brugge volgde een vrijspraak. Van Oye werd geroyeerd als lid van de Koninklijke Academie voor Nederlandse Taal- en Letterkunde en kreeg ook beroepsverbod, waarop hij zich in Gistel terugtrok.

## De dichter en schrijver
Met Hugo Verriest, Gustaaf Verriest, Karel De Gheldere en Karel Callebert wordt Van Oye tot de kring van leerlingen van Gezelle gerekend. Van Oye blijft vooral in de herinnering als degene voor wie en over wie Guido Gezelle het befaamde gedicht Dien avond en die roze schreef.
De leermeester oefende een blijvende invloed op de stijl van van Oye uit. Vanwege het werk Godelieve van Gistel werd hem in 1924 de Staatsprijs voor Vlaamse toneelletterkunde toegekend.
Op teksten door Van Oye geschreven, werden liederen gecomponeerd door Peter Benoît, Hendrik Waelput, Edward Keurvels, Karel Mestdagh, Emmanuel Hiel, Arthur Meulemans en Oscar Van Durme (1867-1925).

## Publicaties
- Morgenschemer (1874), gedichten
- De eerste hulp bij plotselijke ongevallen. Vijf voordrachten van dr. Fr. von Esmarck. Uit het Duytsch vertaald. Roeselare (1883); 2e druk: Gent: Vanderpoorten (1898)[1]
- Hymne aan Breydel en de Coninck (1887), cantate
- Vonken en stralen (1889), gedichten
- In 't blauwe (1904), gedichten
- Godelieve van Gistel (1910), toneelstuk
- Balder's dood (1909), toneelstuk
- De Grieksche metriek in de Nederlandsche dichtkunst  (1911), essay
- Mijn gevangenis (1923), verhaal van zijn verblijf in de Brugse gevangenis
- In memoriam Hugo Verriest (1923)